# Claude Noel (boxe anglaise)
Claude Noel est un boxeur trinidadien né le 25 juillet 1948 à Roxborough (en) et mort le 21 mai 2023.

## Carrière
Passé professionnel en 1975, il remporte le titre vacant de champion du monde des poids légers WBA le 12 septembre 1981 après sa victoire aux points contre Rodolfo Gonzalez. Noel perd son titre dès le combat suivant en étant battu par KO au 8e round par Arturo Frias le 5 décembre 1981. Il met un terme à sa carrière en 1984 sur un bilan de 31 victoires et 10 défaites.